# Michael Gier
Michael Gier (19 luglio 1967) è un ex canottiere svizzero.

## Palmarès

### Olimpiadi
- 1 medaglia:
  - 1 oro (Atlanta 1996 nel due di coppia pesi leggeri)